# Canton de Saint-Denis-Nord-Ouest
Le canton de Saint-Denis-Nord-Ouest est une ancienne division administrative française située dans le département de la Seine-Saint-Denis et la région Île-de-France.
Il a fusionné lors du redécoupage cantonal de 2014 en France avec d'autres pour former le canton de Saint-Denis-1 (Seine-Saint-Denis)

## Histoire
Le canton  de Saint-Denis-Sud a été créé par le décret du 20 juillet 1967, lors de la constitution du département de la Seine-Saint-Denis. Il comprenait alors une partie de Saint-Denis et la commune de Villetaneuse.
Celle-ci en est détachée par le décret du 20 janvier 1976, pour former une partie du canton de Pierrefitte-sur-Seine
Un nouveau découpage territorial de la Seine-Saint-Denis entré en vigueur à l'occasion des premières élections départementales suivant le décret du 21 février 2014. Les conseillers départementaux sont, à compter de ces élections, élus au scrutin majoritaire binominal mixte. Les électeurs de chaque canton élisent au Conseil départemental, nouvelle appellation du Conseil général, deux membres de sexe différent, qui se présentent en binôme de candidats. Les conseillers départementaux sont élus pour 6 ans au scrutin binominal majoritaire à deux tours, l'accès au second tour nécessitant 12,5 % des inscrits au 1er tour. En outre, la totalité des conseillers départementaux est renouvelée. Ce nouveau mode de scrutin nécessite un redécoupage des cantons dont le nombre est divisé par deux avec arrondi à l'unité impaire supérieure si ce nombre n'est pas entier impair, assorti de conditions de seuils minimaux. En Seine-Saint-Denis, le nombre de cantons passe ainsi de 40 à 21.
Dans ce cadre, le canton est intégré dans le canton de Saint-Denis-1 (Seine-Saint-Denis) à compter des élections départementales françaises de 2015.

## Administration
| Période | Période | Identité                 | Étiquette | Qualité                                                                                   |
| ------- | ------- | ------------------------ | --------- | ----------------------------------------------------------------------------------------- |
| 1967    | 1973    | Pierrette Petitot        | PCF       | Maire de Villetaneuse (1945 → 1977) Ancienne conseillère générale de la Seine (1959-1967) |
| 1973    | 1998    | Michèle Mitolo           | PCF       | Conseillère municipale de Saint-Denis                                                     |
| 1998    | 2004    | Claudie Gillot-Dumoutier | PCF       | Psychologue scolaire Adjointe au maire de Saint-Denis                                     |
| 2004    | 2015    | Florence Haye            | PCF       | Adjointe au maire de Saint-Denis                                                          |

## Composition
La  commune de  Saint-Denis était découpée entre 3 cantons jusqu'à la réforme de 2014. Les deux autres étaient le canton de Saint-Denis-Nord-Est et le canton de Saint-Denis-Sud.
La partie de Saint-Denis intégrée dans le canton était constituée par la partie Nord-Ouest de la ville « délimitée à l'Est par l'axe de l'avenue Roger-Sémat, l'axe de la rue Gabriel-Péri, l'axe de l'avenue du Président-Wilson (jusqu'au canal de Saint-Denis) ; à l'Ouest par le canal de Saint-Denis (jusqu'à la Seine) ».
Le canton comprenait également, jusqu'en 1976, la commune de Villetaneuse.
| Communes                     | Population (2012) | Code postal | Code Insee |
| ---------------------------- | ----------------- | ----------- | ---------- |
| Saint-Denis, commune entière | 107 762           | 93 200      | 93 066     |

## Démographie
| 1962 | 1968 | 1975 | 1982 | 1990   | 1999   | 2006   | 2007   | - | - |
| ---- | ---- | ---- | ---- | ------ | ------ | ------ | ------ | - | - |
| -    | -    | -    | -    | 27 077 | 27 159 | 29 655 | 31 109 | - | - |